# Våckelbergstjärnarna
Våckelbergstjärnarna är varandra näraliggande sjöar i Falu kommun i Dalarna och ingår i Dalälvens huvudavrinningsområde.
- Våckelbergstjärnarna (Envikens socken, Dalarna, 675306-149641), sjö i Falu kommun, 60°53′39″N 15°44′20″Ö / 60.8941°N 15.739°Ö
- Våckelbergstjärnarna (Envikens socken, Dalarna, 675312-149661), sjö i Falu kommun, 60°53′34″N 15°44′38″Ö / 60.8929°N 15.7438°Ö (4,77 ha)
- Våckelbergstjärnarna (Envikens socken, Dalarna, 675368-149634), sjö i Falu kommun, 60°53′59″N 15°44′16″Ö / 60.8996°N 15.7377°Ö